# کژچکووو-ستاره بینگکی
کژچکووو-ستاره بینگکی (به لهستانی:  Krzeczkowo-Stare Bieńki) یک روستا در لهستان است که در گمینا چژو واقع شده‌است.